# Leptoneta paroculus
Leptoneta paroculus là một loài nhện trong họ Leptonetidae.
Loài này thuộc chi Leptoneta. Leptoneta paroculus được Eugène Simon miêu tả năm 1907.